# Dix-huitième gouvernement de Nouvelle-Calédonie
Nouvelle-Calédonie
Mapou 
Le dix-huitième gouvernement de la Nouvelle-Calédonie, également dit gouvernement Ponga, est le gouvernement local de la collectivité française de Nouvelle-Calédonie depuis le 16 janvier 2025, sous la 5e législature du Congrès.
Il est dirigé par le loyaliste Alcide Ponga, également président du Rassemblement et jusqu'ici maire de Kouaoua. Comme la quasi-totalité des précédents gouvernements du territoire, il est constitué de 11 membres, soit le maximum prévu par la loi organique relative au territoire. Élu par les membres du Congrès le 7 janvier 2025, il est officiellement opérationnel le 16 janvier suivant, soit une semaine après l'élection du président.
Il succède au gouvernement de l'indépendantiste Louis Mapou.

## Historique du mandat
Ce nouveau gouvernement est dirigé par le loyaliste kanak Alcide Ponga. Le 3e formé depuis les élections provinciales de 2019, il fait suite au gouvernement Mapou, tombé le 24 décembre 2024 par la démission de l'unique membre de Calédonie ensemble et de ses suivants de liste.
Il est d'ailleurs un nouveau gouvernement à majorité loyaliste (ou non-indépendantiste), le précédent exécutif ayant été le seul jusqu'ici depuis l'accord de Nouméa à compter une majorité de membres indépendantistes.

### Formation
En pleine crise depuis les émeutes démarrées en mai 2024 et alors que le gouvernement national de Michel Barnier est tombé le 4 décembre par le vote d'une motion de censure, vingt jours plus tard, Jérémie Katidjo-Monnier et ses suivants de liste remettent leur démission à Louis Mapou, entraînant de fait la chute automatique de l'exécutif local. Ils lui reprochent notamment d'avoir instauré "une indépendance gouvernementale autoproclamée, contraire à l’Accord de Nouméa et à la loi organique" . Une décision qui confirme les rumeurs d'une, voire plusieurs démissions collectives qui couraient depuis de nombreuses semaines, la gestion du gouvernement étant jugée trop déconnectée des décisions prises au Congrès depuis début 2024.
Le 30 décembre 2024, les membres du Congrès, réunis en séance plénière, fixent par délibération le nombre de membres du nouveau gouvernement à former à 11, soit le maximum prévu par la loi organique. La date de l'élection de l'exécutif est fixée au 7 janvier 2025.
Les non-indépendantistes (Rassemblement-Les Loyalistes) présentent une liste commune afin de remporter de nouveau la majorité, soit quatre membres, plus les deux élus de la liste Calédonie ensemble-Éveil océanien, soit six membres en tout. Les indépendantistes de l'Union calédonienne (UC) et de l'Union nationale pour l'indépendance (UNI) présentent deux listes séparées, remportant respectivement trois et deux sièges. 
Réunis le jour même de leur élection, ses nouveaux membres n'arrivent pas à départager la candidature d'Alcide Ponga (du Rassemblement) et de Samuel Hnepeune (UC). Philippe Dunoyer (CE) décide alors de démissionner de l'exécutif et est remplacé par Jérémie Katidjo-Monnier, qui avait d'ailleurs provoquer la chute du précédent gouvernement. Le lendemain, le 8 janvier, Alcide Ponga est élu à la présidence, avec les quatre voix de son groupe et les deux de CE-EO, contre les trois de l'UC-FLNKS pour Samuel Hnepeune. L'UNI s'est quant à elle abstenue.
Le gouvernement entre officiellement en fonction une semaine plus tard, le 16 janvier 2025 à 0h. Puis, les secteurs d'animation et de contrôle sont répartis entre ses membres le 21 janvier suivant. Le poste de vice-président du gouvernement reste vacant, les indépendantistes ne s'étant pas entendus sur la personne à désigner.

## Gouvernement précédent
Gouvernement Mapou

## Gouvernement suivant
En fonction

## Candidatures et élection

### Listes
Les candidats indiqués en gras sont ceux membres du Congrès, élus en 2019.

### Résultat
|       | Liste                        | Votes | %     | Sièges au Gouvernement | Détail du vote |
| ----- | ---------------------------- | ----- | ----- | ---------------------- | --- |
|       | Rassemblement-Les Loyalistes | 19    | 35,19 | 4                      | Les 12 élus de l'intergroupe Les Loyalistes (8 Républicains calédoniens dont 1 MRC, 2 MPC, 1 Générations NC et 1 dissident du Rassemblement), les 6 du groupe Rassemblement et 1 non-inscrite |
|       | UC-FLNKS et Nationaliste     | 15    | 27,78 | 3                      | Les 14 du groupe UC-FLNKS et Nationalistes (10 UC, 1 DUS, 1 LKS, 1 Parti travailliste et 1 RDO) et 1 non-inscrite                                                                             |
|       | UNI                          | 11    | 20,37 | 2                      | Les 11 du groupe UNI (10 Palika et 1 UPM) |
|       | Calédonie ensemble           | 9     | 16,67 | 2                      | Les 6 du groupe Calédonie ensemble et les 3 non-inscrits de L'Éveil océanien |
| Total | Total                        | 54    | 100   | 11                     | |

## Présidence et vice-présidence
- Président : Alcide Ponga
- Vice-président : Vacant

## Composition

### Issus de la liste du Rassemblement-Les Loyalistes
Parmi les quatre élus de cette liste, deux sont issus du Rassemblement-Les Républicains, un des Républicains calédoniens (LRC) et une du Mouvement populaire calédonien (MPC).

#### Du Rassemblement-LR
| Personnalité  | Secteurs de compétence | Autres fonctions                                                                     | Profession                   | Commune - Province     |
| ------------- | --- | ------------------------------------------------------------------------------------ | ---------------------------- | ---------------------- |
| Alcide Ponga  | Président Droit civil - Sécurité civile Stratégie minière - Relations extérieures - Francophonie Suivi des questions liées au Transport aérien international Promotion internationale du tourisme Relations avec les Collectivités, le Congrès et le CESE | Ancien maire de Kouaoua (2014-2025) Président du Rassemblement                       | Cadre dans le secteur minier | Kouaoua, Province Nord |
| Thierry Santa | Budget - Finances - Fonction publique Suivi des contrats de développement Suivi des Comptes sociaux Questions liées au Handicap - Dépendance | Ancien président du gouvernement (2019-2021) Ancien président du Congrès (2015-2018) | Fonctionnaire territorial    | Païta, Province Sud    |

#### Des Républicains calédoniens
L'unique élu issu des Républicains calédoniens est par ailleurs un militant au niveau national de Renaissance.
| Personnalité      | Secteurs de compétence | Autres fonctions | Profession                 | Commune - Province   |
| ----------------- | --- | ---------------- | -------------------------- | -------------------- |
| Christopher Gygès | Porte-parole Économie - Commerce extérieur - Fiscalité Travail - Emploi - Énergie - Numérique Sujets liés à l'Attractivité de la Nouvelle-Calédonie |                  | Économiste Chef de cabinet | Nouméa, Province Sud |

#### Du MPC
| Personnalité         | Secteurs de compétence | Autres fonctions                                     | Profession   | Commune - Province   |
| -------------------- | --- | ---------------------------------------------------- | ------------ | -------------------- |
| Isabelle Champmoreau | Enseignement Questions relatives à l'Enseignement supérieur Questions relatives à l'Audiovisuel Protection de l'enfance - Sujets liés à la Famille Égalité entre les femmes et les hommes Cause du Bien-être animal | Ancienne vice-présidente du gouvernement (2021-2025) | Institutrice | Nouméa, Province Sud |

### Issus de la liste du groupe UC-FLNKS et Nationaliste
Les trois élus de cette liste sont membres du Front de libération nationale kanak et socialiste (FLNKS) et de l'Union calédonienne (UC).
| Personnalité     | Secteurs de compétence | Autres fonctions                                                                 | Profession                | Commune - Province    |
| ---------------- | --- | -------------------------------------------------------------------------------- | ------------------------- | --------------------- |
| Gilbert Tyuienon | Transport terrestre - Infrastructures publiques liées - Prévention routière Suivi du Fonds Nickel | Ancien vice-président du gouvernement (2011-2014 et 2019-2021) Maire de Canala   | Fonctionnaire territorial | Canala, Province Nord |
| Samuel Hnepeune  | Transport aérien domestique Questions liées aux Affaires maritimes - Infrastructures maritimes et portuaires Questions liées à la Recherche - Valorisation des ressources naturelles - Formation professionnelle | Ancien président du MEDEF NC (2020-2021) Ancien P-DG d'Air Calédonie (2012-2022) | Chef d'entreprise         | Lifou, Îles Loyauté   |
| Mickaël Forrest  | Jeunesse - Sports - Culture Questions liées à la Citoyenneté |                                                                                  | Fonctionnaire territorial | Lifou, Îles Loyauté   |

### Issus de la liste du groupe UNI
Les deux élus de cette liste sont membres du FLNKS et du Parti de libération kanak (Palika).
| Personnalité   | Secteurs de compétence | Autres fonctions                                                                              | Profession                                     | Commune - Province |
| -------------- | --- | --------------------------------------------------------------------------------------------- | ---------------------------------------------- | ------------------ |
| Adolphe Digoué | Agriculture - Élevage - Pêche Pilotage et suivi du Fonds d'électrification rurale | Ancien maire de Yaté (2001-2008 puis 2014-2020)                                               | Fonctionnaire territorial                      | Yaté, Province Sud |
| Claude Gambey  | Santé - Protection sociale - Politique de solidarité Suivi du Plan Do Kamo « être épanoui » Affaires coutumières - Relations avec le Sénat coutumier et les Conseils coutumiers (en lien avec le président) | Ancien directeur de cabinet du président du gouvernement de la Nouvelle-Calédonie (2021-2025) | Fonctionnaire territorial Directeur de cabinet | Maré, Îles Loyauté |

### Issu de la liste du groupe Calédonie ensemble avec l'Éveil océanien

#### De Calédonie ensemble
| Personnalité            | Secteurs de compétences | Autres fonctions                            | Profession               | Commune - Province   |
| ----------------------- | --- | ------------------------------------------- | ------------------------ | -------------------- |
| Jérémie Katidjo-Monnier | Transition écologique - Changement climatique - Développement durable - Biodiversité Gestion et valorisation du Parc naturel de la mer de Corail Politique de l'eau - Transition alimentaire | Conseiller municipal d'opposition de Nouméa | Architecte du patrimoine | Nouméa, Province Sud |

#### De l'Éveil océanien
| Personnalité | Secteurs de compétences | Autres fonctions                               | Profession                       | Commune - Province      |
| ------------ | --- | ---------------------------------------------- | -------------------------------- | ----------------------- |
| Petelo Sao   | Construction - Habitat - Urbanisme Suivi du Patrimoine immobilier - Moyens Innovation technologique Transition numérique de l'administration - Modernisation de l'action publique - Évaluation des politiques publiques | Conseiller municipal d'opposition du Mont-Dore | Professeur d'histoire-géographie | Mont-Dore, Province Sud |